# 宇賀本郷駅
宇賀本郷駅（うかほんごうえき）は、山口県下関市豊浦町大字宇賀字上田にある、西日本旅客鉄道（JR西日本）山陰本線の駅である。

## 歴史
- 1958年（昭和33年）7月19日：国鉄山陰本線長門二見駅 - 湯玉駅間に新設[1]。旅客営業のみ[1]の駅員無配置駅[2]。
- 1987年（昭和62年）4月1日：国鉄分割民営化に伴い、JR西日本の駅となる[1]。
- 2023年（令和5年）
  - 7月1日：大雨の影響で長門粟野駅 - 阿川駅間の粟野川橋梁が傾斜する[3]等の被害を受けたため、当駅を含む長門市駅 - 小串駅間で不通となる[4]。
  - 7月4日：不通区間で代行バスが運行開始[5]。
- 2024年（令和6年）
  - 6月22日：滝部駅 - 小串駅間で運転再開[6]。

## 駅構造

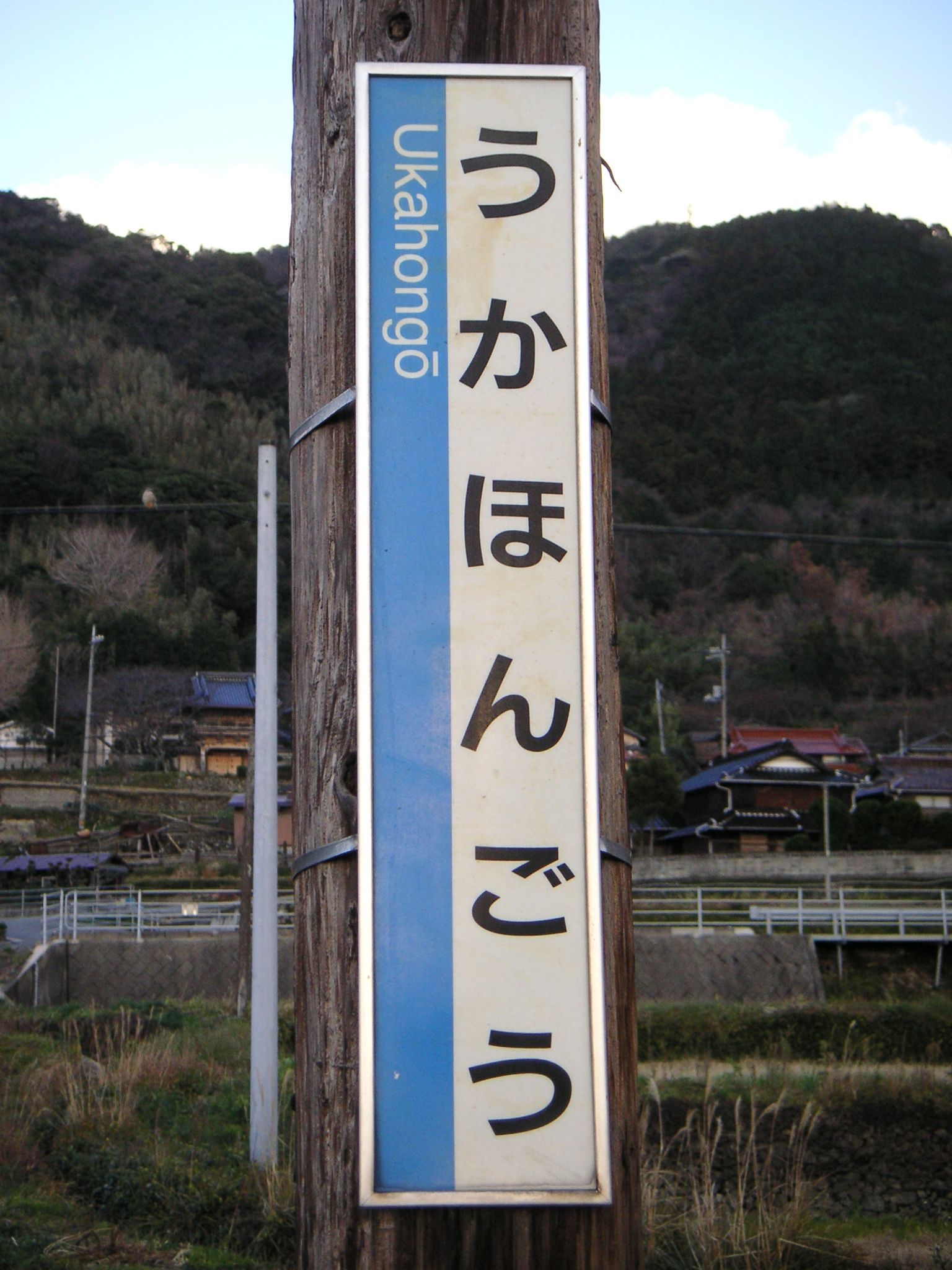
駅名標（2005年1月）

小串方面に向かって左側（山側）に単式ホーム1面1線を有する地上駅（停留所）。棒線駅のため、小串方面行・長門市方面行双方が同一ホームを共用する。
長門鉄道部管理の無人駅。自動券売機等の設備は無く、待合室兼用駅舎があるのみで、事実上は直接ホームに入る形となる。

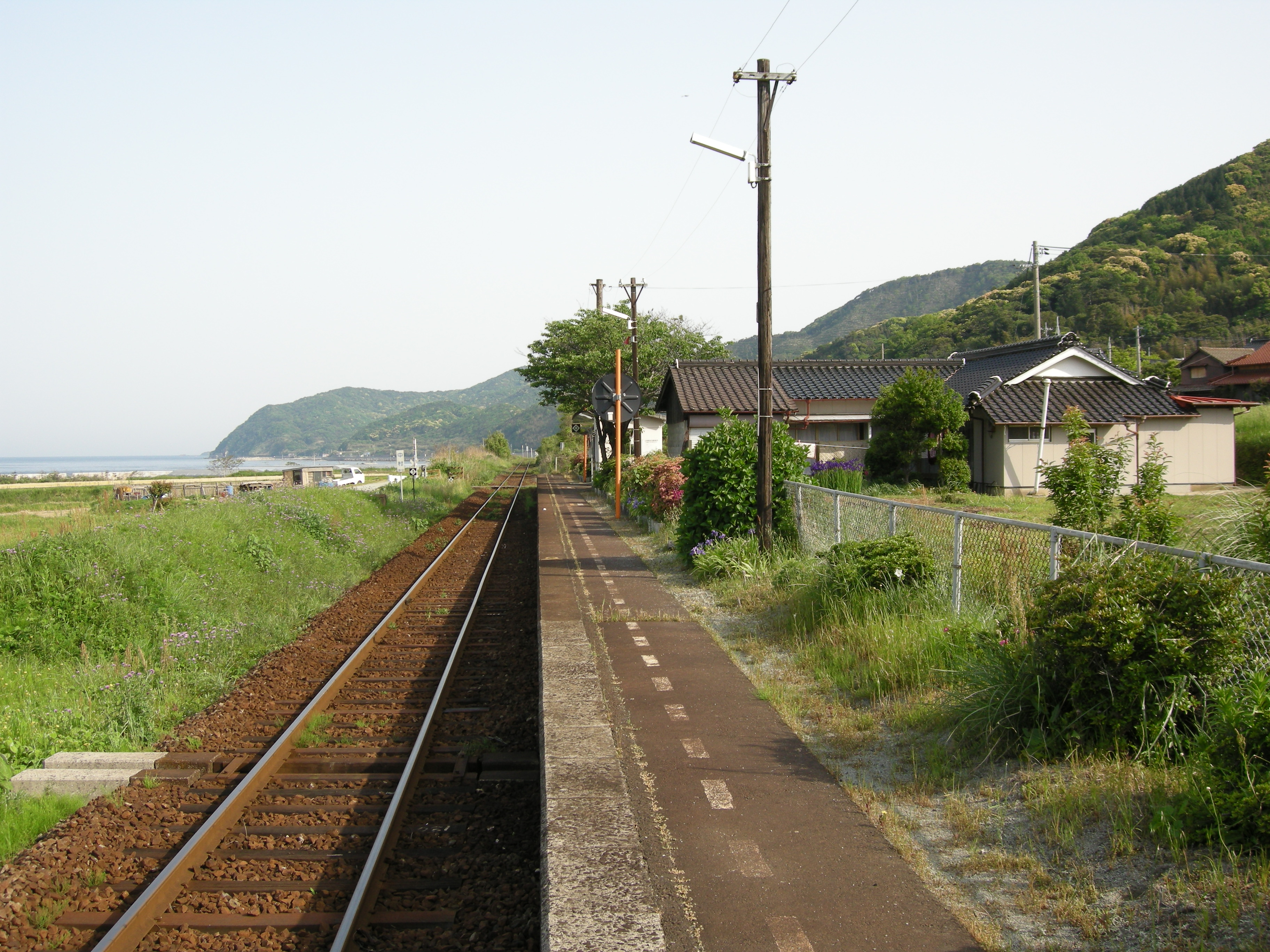
ホームから北望（2008年5月、左奥に響灘が見える）

## 利用状況
近年の1日平均乗車人員の推移は以下の通り。2023年の1日当たりの利用者数は0人、年間利用客数は153人である。
なお2023年6月30日の大雨により、2024年6月22日まで運休状態であった。
| 乗車人員推移 | 乗車人員推移 |
| 年度         | 1日平均人数  |
| ------------ | ------------ |
| 1999         | 26           |
| 2000         | 25           |
| 2001         | 35           |
| 2002         | 34           |
| 2003         | 39           |
| 2004         | 33           |
| 2005         | 22           |
| 2006         | 18           |
| 2007         | 17           |
| 2008         | 14           |
| 2009         | 11           |
| 2010         | 15           |
| 2011         | 13           |
| 2012         | 8            |
| 2013         | 6            |
| 2014         | 5            |
| 2015         | 6            |
| 2016         | 2            |
| 2017         | 3            |
| 2018         | 3            |
| 2019         | 3            |
| 2020         | 2            |
| 2021         | 2            |
| 2022         | 3            |
| 2023         | 0            |

## 駅周辺
駅は周辺の人家に隠れており、遠くからは分かりづらくなっている。畑を挟んで海が近く、隣の長門二見駅から小串駅までは海岸沿いを通過するため、車窓からの景色が良い。
- 鯖釣山
- 大河内温泉（※最寄り駅ではあるが、温泉方面へ向かう路線バスは当駅に乗入れない）
- 国道191号
- 山口県道260号宇賀山陽線
- 山口県道270号田耕湯玉停車場線
- ブルーライン交通「宇賀本郷」停留所（豊北-豊浦線）

## 隣の駅
西日本旅客鉄道（JR西日本）
■山陰本線
長門二見駅 - 宇賀本郷駅 - 湯玉駅